# 宮川清三
宮川 清三（みやかわ せいぞう、1890年（明治23年）1月4日 - 1959年（昭和34年）1月7日）は、大日本帝国陸軍軍人。最終階級は陸軍中将。功四級

## 経歴
1890年（明治23年）に東京府で生まれた。陸軍士官学校第25期、陸軍大学校第35期卒業。1937年（昭和12年）に陸軍砲兵大佐に進級し、野砲兵第20連隊長に就任。日中戦争に出動し、保定会戦、徐州会戦に参加。1940年（昭和15年）2月に陸軍砲工学校砲兵科長に転じ、8月に陸軍少将に進級。
1941年（昭和16年）に陸軍兵器学校長に就任し、1942年（昭和17年）に北支那方面軍兵器部長、1943年（昭和18年）6月に支那派遣軍兵器部長を歴任。同年10月に陸軍中将に進級し、1944年（昭和19年）8月に第40師団長に親補される。湘桂作戦、遂韓作戦を指揮し、桂林攻略や敵飛行場攻撃で大なる戦果を収めた。